# Oxytropis chrysocarpa
Oxytropis chrysocarpa är en ärtväxtart som beskrevs av Pierre Edmond Boissier. Oxytropis chrysocarpa ingår i släktet klovedlar, och familjen ärtväxter. Inga underarter finns listade i Catalogue of Life.